# Chuck Cadman
Pour les articles homonymes, voir Cadman.
Charles « Chuck » Cadman (21 février 1948 - 9 juillet 2005) était un politicien canadien. Cadman était député de la Chambre des communes du Canada de 1997 à 2005, représentant la circonscription de Surrey-Nord à Surrey en Colombie-Britannique.

## Biographie
Né à Kitchener, en Ontario, il grandit à North Bay. Il est guitariste au sein d'un groupe appelé The Fringe qui fait des tournées au Canada. Il joue également avec The Guess Who sur CBC. Il s'établit ensuite en Colombie-Britannique, où il fréquente la British Columbia Institute of Technology et devient technicien certifié en ingénierie électrique et électronique. Il travaille pendant dix ans comme technicien de caméra microfiche pour la Insurance Corporation of British Columbia.
Le 18 octobre 1992, son fils de 16 ans, Jesse, est poignardé à mort, sans raison apparente, par un groupe de jeunes gens qui l'ont attaqué dans la rue. En réponse au décès de son fils, Cadman et sa femme Dona créent un groupe appelé CRY (Crime Responsibility and Youth : « Responsabilité criminelle et jeunesse ») destiné à assister et conseiller les adolescents en passe à devenir violents.  Son activisme contre la violence de la jeunesse le propulse dans la politique, pour continuer sa lutte contre la violence et pour les droits des victimes. Cadman est élu pour la première fois à la chambre des communes dans l'élection de 1997 sous la bannière du Parti réformiste du Canada.  Il présente un projet de loi privé (c'est-à-dire qui n'émane pas du gouvernement) qui propose de hausser la limite maximale de prison pour les parents dont les enfants commettent des crimes sous leur supervision. Ce projet de loi est subséquemment incorporé à la Loi sur le système de justice pénale pour les adolescents en novembre 2000.
Dans l'élection de 2000, il est réélu sous la bannière de l'Alliance canadienne et est nommé porte-parole en matière de Justice.
Toutefois, après la formation du Parti conservateur du Canada, Cadman perd l'investiture du parti pour sa circonscription de Surrey-Nord pour l'élection de 2004 au profit de Jasbir Singh Cheema, un ancien présentateur de nouvelles et associé de Grumant Grewal. Cadman apprend également qu'il est atteint de cancer en mai 2004 et doit subir une opération pour retirer une tumeur ; il apprend le déclenchement de l'élection de son lit d'hôpital. Il décide de se présenter comme candidat indépendant et est réélu par une marge énorme.
Il est le seul candidat sans affiliation partisane à se faire élire aux communes en 2004 et demeure indépendant, refusant toute offre de rejoindre ses anciens collègues du Parti conservateur. Étant l'unique député indépendant dans une législature minoritaire, Cadman détenait un pouvoir considérable. (Carolyn Parrish (en), David Kilgour et Pat O'Brien, tous anciennement libéraux, siègent éventuellement comme indépendants également).
Le 19 mai 2005, Cadman se rend à Ottawa pour un vote de confiance peu après avoir subi un traitement de chimiothérapie pour un mélanome malin, la forme la plus dangereuse de cancer de la peau. Cadman vote en faveur du gouvernement sur le budget de 2005, qui incluait des amendements proposés par le NPD, créant ainsi une égalité aux communes. L'égalité est rompue par le Président de la Chambre, Peter Milliken, qui vote avec le gouvernement. Le budget est subséquemment adopté en l'absence de Cadman le 23 juin 2005. Dans une entrevue après le vote, Cadman indique qu'il a voté en faveur du budget simplement pour obéir à la volonté de ses commettants qui ne voulaient pas d'une autre élection un an après avoir accordé un mandat fragile aux libéraux.
Le 9 juillet 2005, Cadman est mort après une lutte de deux ans contre le mélanome malin. Les funérailles se déroulent le 16 juillet 2005 à l'Église Johnston Heights, à Surrey. Plus de 1 500 personnes y assistent : en plus de la famille, des amis, et personnalités politiques de tous les partis à l'intérieur même de l'église, les résidents de sa circonscription emplissent le hall d'assemblée voisin et la cour extérieure pour rendre hommage à Cadman, suivant la cérémonie sur des écrans de télévision. Des discours, honorant Cadman pour ses qualités d'homme de famille, de parlementaire et de défenseur des droits des victimes, sont prononcés par sa fille Jodi, le premier ministre Paul Martin, les députés provinciaux britanno-colombiens Kevin Falcon (en) et Dave Hayer (en), la conseillère municipale Penny Priddy et plusieurs autres.
Certaines rumeurs circulent voulant que sa femme, Dona, soit candidate dans l'élection pour lui succéder, mais elle dément les rumeurs puisqu'elle ne se présente pas et donne son appui à la néo-démocrate Penny Priddy en 2006. Aucune élection partielle n'est déclenchée, étant donné qu'une élection générale serait déclenchée de toute façon avant la date limite de six mois auquel le premier ministre a droit avant de déclencher une élection partielle dans la circonscription. Alors que Priddy ne se représente pas en 2008, Dona Cadman devint député conservatrice de la circonscription.